# Powiat rzeszowski
Powiat rzeszowski – powiat w Polsce (województwo podkarpackie), utworzony w 1999 roku w ramach reformy administracyjnej. Jego siedzibą jest miasto Rzeszów. Powiat ten wchodzi w skład obszaru metropolitarnego miasta Rzeszowa, natomiast sam Rzeszów jest miastem na prawach powiatu i nie wchodzi w jego skład.
Na terenie powiatu znajduje się port lotniczy Rzeszów-Jasionka.
Według danych z 31 grudnia 2019 roku powiat zamieszkiwało 169 438 osób. Natomiast według danych z 31 grudnia 2023 roku powiat zamieszkiwało 175 312 osób. Jest to najludniejszy powiat ziemski województwa podkarpackiego, a najludniejszym miastem jest Głogów Małopolski.

## Podział administracyjny
W skład powiatu wchodzą:
- gminy miejskie: Dynów
- gminy miejsko-wiejskie: Błażowa, Boguchwała, Głogów Małopolski, Sokołów Małopolski, Tyczyn
- gminy wiejskie: Chmielnik, Dynów, Hyżne, Kamień, Krasne, Lubenia, Świlcza, Trzebownisko
- miasta: Błażowa, Boguchwała, Dynów, Głogów Małopolski, Sokołów Małopolski, Tyczyn

## Topografia
Najwyższe szczyty powiatu to:
- Wilcze (506 m n.p.m.)
- Kruszelnica (500 m n.p.m.)
- Czabajka (416 m n.p.m.)
- Magdalenka (393 m n.p.m.)

## Demografia

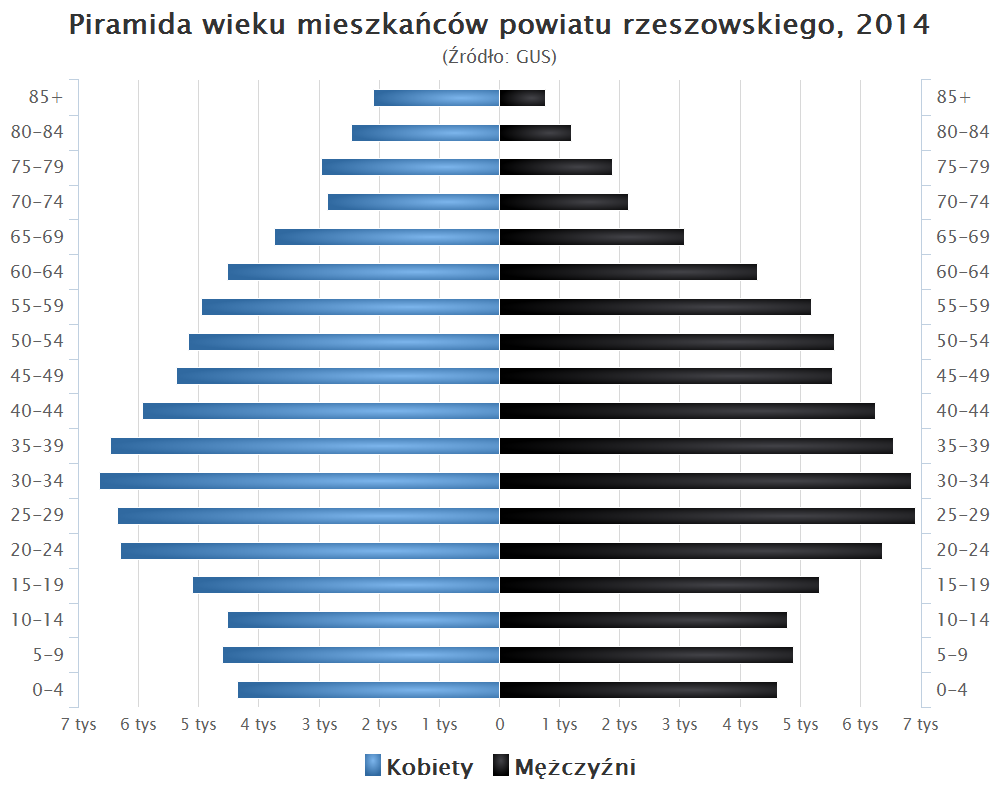
Piramida wieku mieszkańców powiatu rzeszowskiego w 2014 roku

Liczba ludności (dane z 30 czerwca 2005):
|        | Ogółem  | Ogółem | Kobiety | Kobiety | Mężczyźni | Mężczyźni |
| osób   | %       | osób   | %       | osób    | %         |           |
| ------ | ------- | ------ | ------- | ------- | --------- | --------- |
| Ogółem | 172 941 | 100    | 87 906  | 50,83   | 85 035    | 49,17     |
| Miasto | 20 428  | 11,81  | 10 488  | 6,06    | 9940      | 5,75      |
| Wieś   | 152 513 | 88,19  | 77 418  | 44,77   | 75 095    | 43,42     |

▶Wieś vs ▶miasto
Ogółem (▶k, ▶m)
Miasto (▶k, ▶m)
Wieś (▶k, ▶m)

## Starostowie rzeszowscy
- Stanisław Ożóg (1999–2005) (AWS, PiS)
- Józef Jodłowski (2005–2023) (PiS)
- Marek Sitarz (2023–2024) (PiS)
- Krzysztof Jarosz (od 2024) (PiS)

## Sąsiednie powiaty
- Rzeszów (miasto na prawach powiatu)
- powiat łańcucki
- powiat przeworski
- powiat przemyski
- powiat brzozowski
- powiat strzyżowski
- powiat ropczycko-sędziszowski
- powiat kolbuszowski
- powiat niżański
- powiat leżajski